# Oliver Bendt
Oliver Bendt, född Jörg Knoch, född 29 oktober 1946 i Potsdam är en tysk musikproducent, kompositör och sångare.
Han är uppväxt i München. Han är mest känd för att ha skapat gruppen Goombay Dance Band. Under 1960-talet studerade han på Hochschule für Musik und Theater Hamburg. Under 1970-talet bodde han ett tag i Saint Lucia där han fick idén att skapa musikgruppen. Han är idag bosatt i Norderstedt utanför Hamburg.